# Антоній (Боровик)
Єпископ Антоній (в миру Олександр Анатолійович Боровик; нар. 30 березня 1968, Лубни, Полтавська область) — єпископ УПЦ (МП) за штатом (на спокої з 3.04.2019); колишній єпископ Уґольський, вікарій Хустської єпархії.

## Біографія
Олександр Боровик народився 30 березня 1968 року в місті Лубни Полтавської області у родині робітників.
З 1981 року мешкав в Одесі.
Після закінчення в 1983 році середньої школи № 24 міста Одеса вступив до місцевого СПТУ-25. Середню технічну освіту отримав 1986 року.
В 1986–1988 роках служив у лавах Радянської армії.
Після служби в 1989 році вступив в Одеську духовну семінарію.
15 жовтня 1990 року був зарахований до братії Свято-Успенської обителі міста Одеса.
10 грудня 1990 року був висвячений в сан диякона.
24 грудня 1990 — пострижений у чернецтво.
Після закінчення Одеської духовної семінарії в 1993 році вступив на заочний сектор Київської духовної академії яку закінчив у 2001 році.
29 серпня 1993 року був висвячений у сан ієромонаха і відтоді тривалий час проходив служіння в Одеських обителях. 31 жовтня 1995 був призначений благочинним Пантелеймонівського чоловічого монастиря міста Одеса і піднесений у сан ігумена. 7 січня 2000 був зведений в сан архімандрита, а 9 березня 2004 року Священним Синодом Української Православної Церкви затверджений на посаді намісника Іллінського чоловічого монастиря.
17 травня 2004 року захистив кандидатську дисертацію.
На засіданні Священного синоду Української православної церкви (Московського патріархату) від 8 травня 2008 було прийнято рішення про утворення самостійної Уманської єпархії і її єпископом був обраний отець Антоній. Наречення архімандрита Антонія в єпископа Уманського відбулося в суботу 17 травня в резиденції митрополита Володимира в Києво-Печерській Лаврі.
У неділю, 18 травня 2008 року в храмі Всіх Святих на території споруджуваного комплексу кафедрального собору на честь Воскресіння Христового у Києві відбулася його архієрейська хіротонія. Чин хіротонії здійснили митрополит Київський Володимир, митрополити Одеський Агафангел і Сімферопольський Лазар, архієпископи Тульчинський Іонафан, Овруцький Віссаріон, Білоцерківський Митрофан, а також єпископи Хинківський Петро, Бориспільський Антоній, Ніжинський Іриней, Шепетівський Володимир, Сумський Іларій, Кременчуцький Євлогій, Івано-Франківський Пантелеймон, Яготинський Серафим, Новокаховський Іоасаф, Переяслав-Хмельницький Олександр.
Рішенням Синоду Української православної церкви від 11 листопада 2008, єпископа Антонія було переміщено на Олександрійську кафедру.
20 грудня 2012 року Рішенням Синоду Української православної церкви звільнив Преосвященного єпископа Олександрійського і Світловодського Антонія від управління Олександрійською єпархією та почислив його на спокій. Постійним місцем перебування Преосвященного єпископа Антонія (Боровика) визначено Свято-Успенську Почаївську Лавру.
Рішенням Священного синоду УПЦ (Журнал № 55 від 16 вересня 2014 року) призначений вікарієм Хустської єпархії з титулом «єпископ Уґольський».
Рішенням Священного синоду УПЦ (МП) від 3 квітня 2019 року звільнений з посади вікарія Хустської єпархії та почислений за штат.